# امامزاده گل‌علی
امامزاده علی‌اکبر معروف به گل‌علی از نوادگان موسی کاظم می‌باشد. آرامگاه وی در جنوب ملایی، دهستان خیرگو بخش علامرودشت و در دامنه کوه نر واقع شده است. شرح حال ایشان در کتاب شجره طیبه امامزادگان فارس، ص ۳۶۶ که توسط اداره کل اوقاف فارس تدوین یافته است، موجود است.

## منابع

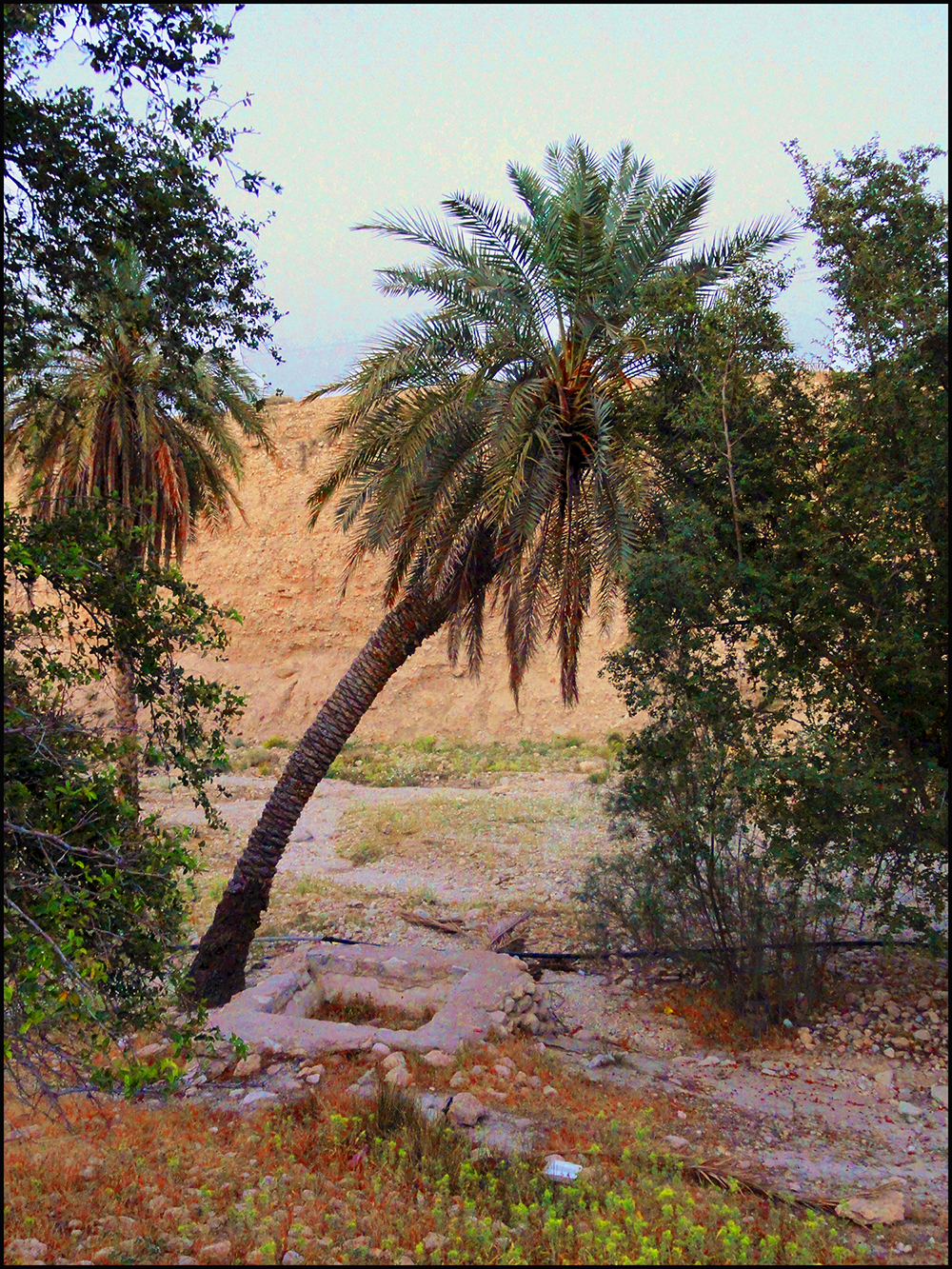
نخلستان امامزاده گل علی